# Антоніо Дуран
Антоніо Дуран (ісп. Antonio Durán, 19 серпня 1924, Арбусьєс — 11 січня 2009, Окерсберга) — іспанський футболіст, що грав на позиції півзахисника. По завершенні ігрової кар'єри — тренер. Як футболіст найбільш відомий за виступами в клубі «Атлетіко», у складі якого став дворазовим чемпіоном Іспанії. Як тренер відомий за роботою у шведських клубах, найбільше в клубі «Мальме», з яким став чотириразовим чемпіоном Швеції та володарем Кубка Швеції.

## Ігрова кар'єра
Антоніо Дуран народився 1924 року в місті Арбусьєс. У професійному футболі дебютував 1947 року виступами за команду «Реал Депортіво» (Кордова), в якій провів один сезон. У 1948 році Дуран перейшов до складу мадридського «Атлетіко», де хоч і не став гравцем основного складу, зігравши за 3 роки лише 13 матчів у чемпіонаті країни, в яких відзначився 7 забитими м'ячами, проте у складі мадридської команди зумів двічі стати чемпіоном Іспанії.
У 1951 році Дуран перейшов до клубу «Реал Ов'єдо», за який грав до 1954 року. У складі «Реал Ов'єдо» футболіст не став гравцем основного складу, зігравши лише 19 матчів, у яких відзначився 8 забитими м'ячами, і в 1954 році завершив виступи на футбольних полях.

## Кар'єра тренера
Після завершення виступів на футбольних полях Антоніо Дуран перебрався до Швеції, де в 1957 році очолив тренерський штаб клубу «Сандвікен», у якому працював до 1960 року. У 1960 році Дуран очолив інший шведський клуб «Отвідабергс ФФ», у якому працював до 1963 року
У 1964 році іспанський тренер очолив команду «Мальме». Разом з командою Дуран протягом 7 років 4 рази вигравав чемпіонат Швеції, також у 1967 році з командою став володарем Кубка Швеції. Згодом протягом 1972—1974 років тренер очолював тренерський штаб іншого шведського клубу «Юргорден», проте нових титулів не здобув. У 1975 році Дуран вдруге за кар'єру очолював клуб «Отвідабергс ФФ», після чого тренерською діяльності не займався. Помер Антоніо Дуран 11 січня 2009 року на 85-му році життя у шведському місті Окерсберга.

## Титули і досягнення

### Як гравця
- Чемпіон Іспанії (2):

«Атлетіко»: 1949-50, 1950-51

### Як тренера
«Мальме»
- Чемпіон Швеції (4): 1965, 1967, 1970, 1971
- Володар Кубка Швеції: 1967